# Eurobus
Eurobus je slovenský autobusový dopravce sídlící v Košicích. Firma je provozovatelem městské hromadné dopravy ve Spišské Nové Vsi, přilehlé obci Smižany a ve městě Rožňava. Firma dále provozuje příměstskou dopravu v okolí všech zmíněných měst a v okolí Košic. Dálková doprava je společností provozována v relacích Bratislava – Košice – Prešov a Košice – Stará Ľubovňa – Spišské Hanušovce. Mezinárodní doprava obsluhuje města v západní Evropě a na Ukrajině.[zdroj⁠?!]
Společnost vznikla v roce 2001 sloučením SAD Košice, Rožňava a Spišská Nová Ves.